# Harry Greb
Harry Greb (* 6. Juni 1894 in Pittsburgh als Edward Henry Greb; † 22. Oktober 1926 in Atlantic City) war ein US-amerikanischer Mittelgewichtsboxer.

## Karriere
Greb bestritt von 1912 bis 1926 299 Kämpfe, viele davon in der so genannten „No Decision Ära“. Er verlor keinen Kampf durch K. o., zwei jedoch vorzeitig durch Verletzung.
Dabei gewann er als typischer Pressure Fighter unter anderem gegen die Halbschwergewichtler „Battling“ Levinsky, Tommy Loughran (vier von fünf Kämpfen), Maxie Rosenbloom, Tommy Gibbons (zwei von drei Kämpfen) und dessen Bruder Mike (ein Sieg, eine Niederlage) und vor allem Gene Tunney, der später Schwergewichtsweltmeister wurde. Gegen Tunney wurde er 1922 US-amerikanischer Halbschwergewichtsmeister, unterlag ihm später jedoch noch vier Mal, zwei Ergebnisse gelten allerdings als umstritten. Andere renommierte Halbschwergewichtler, die er besiegte, waren Hoosier Bearcat und Jack Dillon, den er zweimal schlug. Andere bekannte besiegte Gegner waren George Chip, Al McCoy, Jeff Smith, Mike McTigue, Eddie McGoorty und Jimmy Slattery.
Bill Brennan und „Gunboat“ Smith waren sogar Schwergewichtler. Er war der Legende nach einmal kurz Sparringspartner für Jack Dempsey und sah dabei so gut aus, dass er weggeschickt wurde.
1923 wurde er gegen den Rechtsausleger Johnny Wilson Weltmeister im Mittelgewicht, verteidigte den Titel 1925 gegen einen der besten Weltergewichtler aller Zeiten mit Mickey Walker und verlor ihn im Jahr seines Todes 1926 an den schwarzen Rechtsausleger Tiger Flowers. Es war zu dieser Zeit unüblich gegen Rechtsausleger zu boxen und Boxer wie Dempsey boxten auch gegen keine Farbigen, das war kein Problem für ihn.
Seine letzten Kämpfe bestritt er mit einem blinden Auge. Greb starb mit 32 Jahren nach Komplikationen bei einer Nasenoperation.
Das Ring Magazine hält ihn für den drittbesten Mittelgewichtler aller Zeiten, nach Sugar Ray Robinson und Carlos Monzón aber vor Stanley Ketchel und Marvin Hagler. Die Schwesterzeitschrift KO Magazine wählte ihn 1994 aber hinter dem Weltergewichtler Fritzie Zivic auch zum zweitunfairsten Boxer aller Zeiten. Greb ist außerdem Mitglied der International Boxing Hall of Fame.

## Sonstiges
Greb war der Sohn von Pius Greb und Anna Annie Wilbert, eines deutschen Vaters, sein Vater war ein deutscher Einwanderer aus Roßdorf bei Amöneburg in Hessen und seine Mutter war in Pennsylvania geboren, ihre Eltern waren jedoch ebenfalls deutsche Einwanderer.